# Ecologische fout
Een ecologische fout (ecological fallacy) is in de sociale wetenschappen een denkfout, waarbij kenmerken van een gehele statistische populatie worden toegekend aan delen van die populatie.
De denkfout kan optreden bij een onderzoeksopzet in bijvoorbeeld de sociologie of de epidemiologie. Bij kwantitatief onderzoek worden geen individuen bestudeerd, maar sociale categorieën, groepen, of aggregaten. Aggregaten zijn individuen die geen gezamenlijke identiteit of doel hebben, maar wel iets gemeenschappelijk hebben, zoals schoolklassen, mensen die tijdens de koopavond in een winkelstraat zijn of mensen die drie keer een webwinkel bezocht hebben.
De denkfout houdt in, dat de spreiding binnen de populatie verwaarloosd of althans onderschat wordt, of dat ervan wordt uitgegaan dat de individuele leden van een collectief de gemiddelde kenmerken van dat collectief hebben. Een voorbeeld van een ecologische fout is het stereotype, waarbij ervan wordt uitgegaan dat collectieven homogeen zijn.
De tegenhanger van de ecologische fout is de atomistische fout, waarbij eigenschappen van een beperkt aantal individuen ten onrechte gegeneraliseerd worden.

Het badkuipmodel van Coleman

Het badkuipmodel van James Samuel Coleman stelt dat een schijnbare relatie op macro-niveau zich in werkelijkheid op micro-niveau bevindt. Coleman baseerde zich op de stelling van Robert K. Merton dat geaggregeerde uitkomsten niet noodzakelijk bedoeld zijn, maar onverwachte gevolgen van sociaal handelen.

## Voorbeeld
Een schijnbaar verband tussen rijkdom en stemgedrag hoeft in werkelijkheid niet aanwezig te zijn. Als een rijker gebied conservatiever stemt dan een arm gebied, zou de conclusie kunnen zijn dat geld mensen conservatiever maakt. Mogelijk zijn er echter slechts een paar hele rijke mensen in het vermeende rijkere gebied, dat afgezien van de enkele superrijken relatief arm is. Volgens het badkuipmodel kan de individuele motivatie ook afwijken van het effect op macro-niveau. Zo kan de individuele keuze meer gebaseerd zijn op het relative welvaartsverschil met de buren dan op het welvaartsniveau van het gehele gebied.

## Verklaring term
De term ecologische fout of ecological fallacy heeft niets te maken met ecologie en de Engelse term fallacy duidt niet zozeer op een fout, maar meer op een illusie, waan, drogbeeld of drogreden.